# Herry Hubert
Herman Rinus Johannes (Herry) Hubert (senior) (14 oktober 1941 - 8 maart 2008) was een zoon van Riny Blaaser en Hermanus Hubert (geboren in 1915). Als kind uit de grote Amsterdamse theaterfamilie van Blaaser, Nooij en Vischer, heeft hij zich vooral met de technische kant van het theater beziggehouden. Aan het eind van zijn leven heeft hij zijn naam definitief weten te vestigen als producent van de musical Irma la Douce.
Hij bracht zijn jeugd door in Amsterdam, waar hij op 12-jarige leeftijd ging werken als elektrotechnicus in een radiowinkel. Op 22-jarige leeftijd trouwde Herry met José Hubert, met wie hij 3 kinderen kreeg: Herry, Michel en Quido.

## Inspiciënt
Herry speelde op jonge leeftijd al enige toneelrollen bij zijn tante Bep Nooij in het Amsterdams Volkstoneel. Later ruilde hij het acteren in voor de technische kant van het theater. Bij Toneelgroep Centrum werd Herry inspiciënt (die zich met de technische kant van het theater bezighoudt). Dit werk nam hij ook mee naar huis, waar hij lichttafels en dergelijke in elkaar zette.
Na enkele jaren stapte hij over naar het Amstel Toneel, het gezelschap waar zijn moeder Riny Blaaser aan de leiding stond. Hier kreeg hij een leidinggevende functie in de techniek.
Halverwege de jaren 80 richtte hij, samen met zijn moeder, de Jeugdkomedie Amsterdam op, qua stijl een voortzetting van het Amstel Toneel en gericht op musicals voor de jeugd.
In 1997 richtte hij ook toneelgroep Comedia op. Dit was een theatergezelschap dat zich op volwassen publiek richtte. Met Comedia produceerde Herry de stukken "U spreekt met uw moordenaar", "Verre vrienden", "Blote voeten in het park" en "Liefde half om half", maar bovenal de musical "Irma La Douce".
De Jeugdkomedie Amsterdam en Comedia waren niet genoeg. Hubert wilde graag zijn eigen theater en dat vond hij in het Kampinatheater in Amsterdam-Noord. In de praktijk bleek het echter moeilijk om het theater te laten standhouden zonder subsidie. Bovendien was er een verbouwing nodig en deze paste al helemaal niet in het budget. Een aangevraagde subsidie werd niet toegewezen.
Op 8 maart 2008 overleed Herry Hubert op 66-jarige leeftijd.